# Dehestán
Un dehestán (en persa: دهستان, también romanizado como "dehestān") es un tipo de división administrativa de Irán. Es la cuarta división administrativa de Irán después de la provincia (ostán), condado (shahrestán) y distrito (bajsh).

## Organización
En Irán, cada provincia (en persa: استان, ostān), está compuesta por varios condados (en persa: شهرستان, shahrestān) y cada condado incluye uno o más distritos. Cada bajsh tiene una oficina administrativa llamada bakhshdāri y la autoridad responsable es el bashdār. Un bajsh generalmente está compuesto por una capital, una o más ciudades y varios dehestanes (áreas rurales), cada uno de los cuales comprende varias aldeas. 
En 2006, Irán contaba con 2400 dehestanes, 889 bajshs, 336 sharestanes y 30 ostanes.